# Fontinalis gymnostoma
Fontinalis gymnostoma là một loài Rêu trong họ Fontinalaceae. Loài này được Schimp. mô tả khoa học đầu tiên năm 1839.